# Steenschuur 7

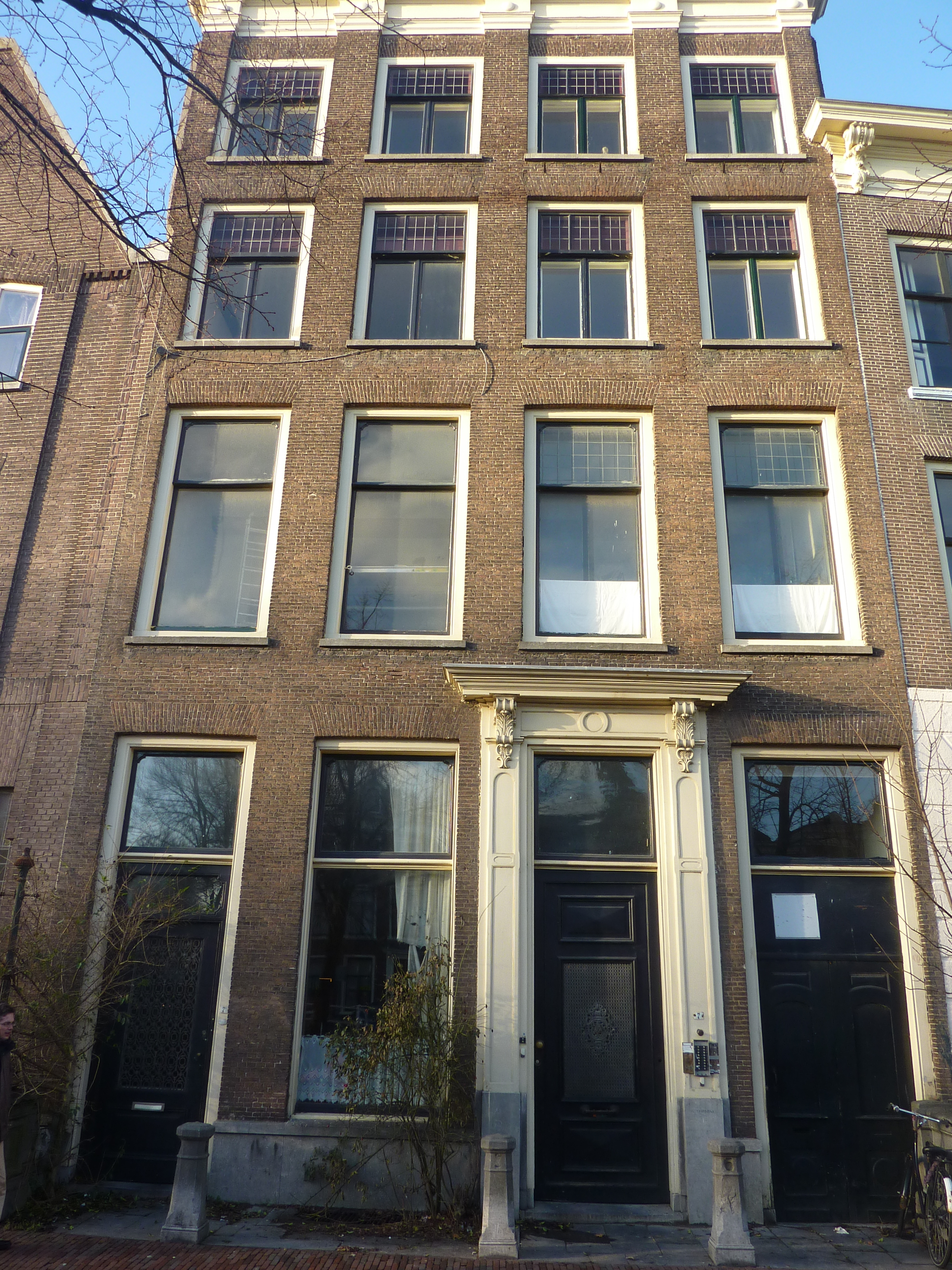
Voorgevel

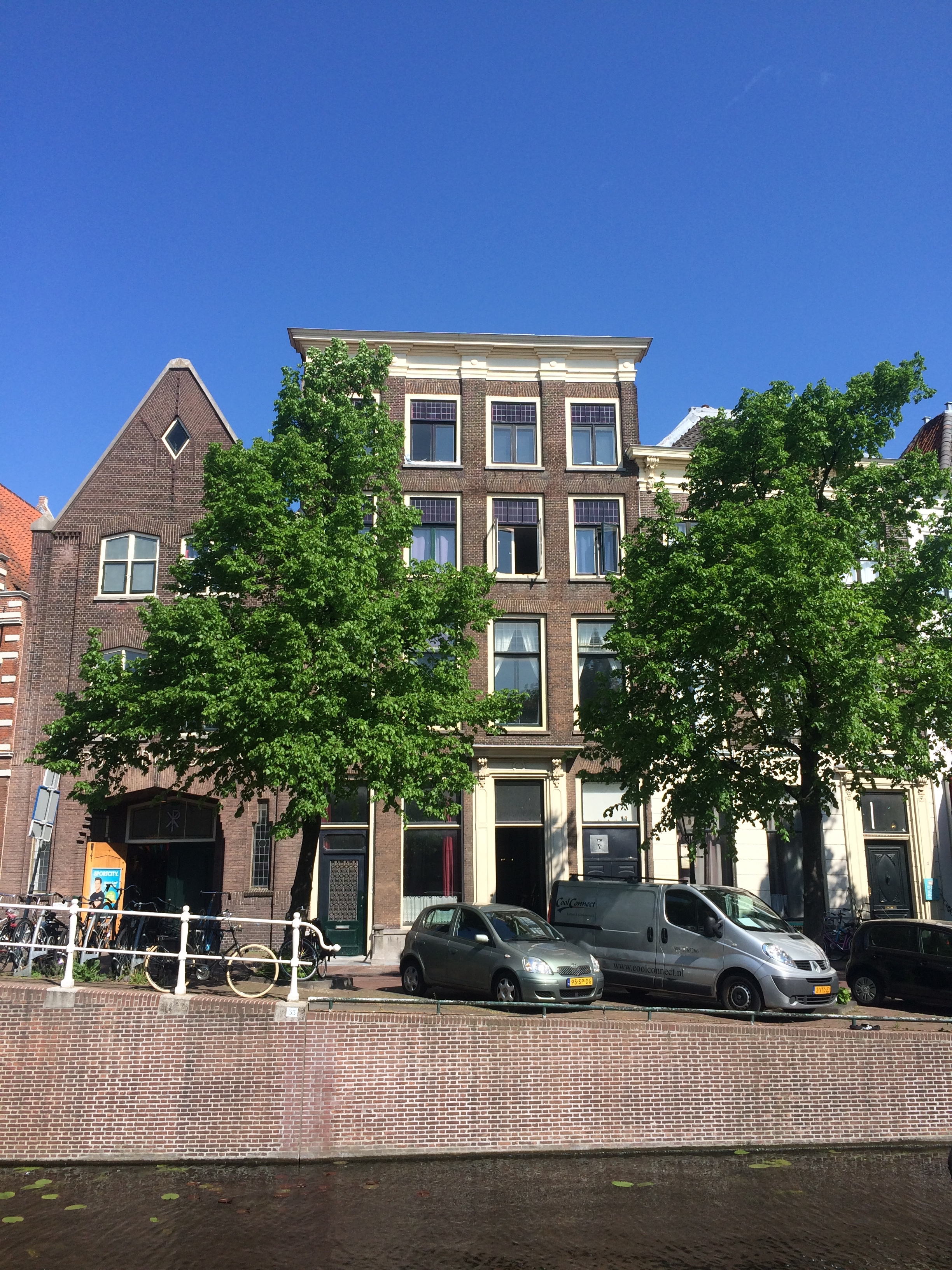
Steenschuur 7 (midden)

Steenschuur 7 is een rijksmonumentaal gebouw aan het Steenschuur in Leiden. Het heeft een typisch 18de-eeuwse gevel, namelijk een sobere bakstenen pilastergevel met een verkropte kroonlijst en een omlijste ingangspartij. Het huis bestaat uit vier bouwlagen aan de voorkant en vijf bouwlagen aan de achterkant en het is gedeeltelijk onderkelderd. 
Hoewel de huidige gevel dus uit de 18de eeuw stamt, gaat de bewoning op de plek van Steenschuur 7 verder terug. Op een stadsplattegrond uit 1578 is hier reeds bebouwing te zien.

## Geschiedenis van eigenaren

### 18de eeuw
Steenschuur 7 wordt in 1734 verkocht aan Joost Marcus (1706-1741), die zitting had in de veertigraad van de stad Leiden. Joost Marcus overlijdt al op 34-jarige leeftijd; zijn weduwe Cecilia van de Velde blijft tot haar dood in 1776 eigenaresse van Steenschuur 7. Na haar dood wordt haar zoon Pieter-Jan Marcus eigenaar. Pieter-Jan Marcus was net als zijn vader lid van de veertigraad en woont zelf op het Rapenburg. Hij verkoopt Steenschuur 7 in 1793 aan Anthony Gustaaf van Boetzelaer (1752-1819), luitenant-kolonel en later ook burgemeester van Leiden.

### 19de eeuw
In 1809 wordt Jan Zuur, meestertimmerman, eigenaar. Een jaar later verkoopt hij het echter aan Dirk Rudolph Wijckerheld Bisdom (1740-1814), rechtsgeleerde en burgemeester van Leiden, en zijn vrouw Digna Wendilia Meijners, voor de prijs van 12.000 gulden. Het echtpaar overlijdt in 1814. Bij de verdeling van de nalatenschap in 1818 komt Steenschuur 7 in handen van hun dochter Margaretha Catherina Wijckerheld Bisdom. Een jaar later wordt het eigendom van haar zus Elisabeth Adriana Wijckerheld Bisdom (1775-1839), een rentenierster en regentes van het weeshuis, tot dan toe wonende op de Hooigracht te Leiden. Uit de kadastrale gegevens uit 1832 blijkt dat Elisabeth Adriana een vermogend vrouw is: haar belastbaar inkomen is dat jaar 72.000 gulden, het 5e hoogste inkomen van Leiden. 
Elizabeth Adriana Wijckerheld Bisdom overlijdt op 1 juli 1839. Haar drie kinderen zijn erfgenamen van haar bezittingen, waaronder dus Steenschuur 7, “door de overledene zelf bewoond en gebruikt geweest”. In december verkoopt haar zoon Ysbrand Dirk van Dam, de testamentair-executeur, het pand aan Zijne Koninklijke Hoogheid Willem Frederik George Lodewijk Prins van Oranje.
Na het overlijden van Willem II wordt Steenschuur 7 in 1851 verkocht aan Hidde Justuszoon Halbertsma (1820-1865), doctor in de genees- en verloskunde, buitengewoon hoogleraar bij de geneeskundige faculteit aan de Leidse universiteit. De koopprijs bedraagt 7500 gulden. 
In 1858 verkoopt Halbertsma het pand voor 12.000 gulden aan Willem Louis de Sturler (1802-1879), gepensioneerd majoor van het Nederlands Oost-Indisch leger.
Vanaf 1882 was hier de patisserie en het restaurant van de heer Wijtenburg gevestigd, het zogenoemde Maison Wijtenburg: in dat jaar werd de vergunning verleend tot het plaatsen van een banketbakkersoven. In Maison Wijtenburg werden allerlei chique feesten en diners gegeven. In 1892 vond er bijvoorbeeld het slotfeest van de diesviering van de universiteit plaats, waarbij “de studenten eene serenade aan de professoren” brachten. In de verkoopadvertentie wordt het pand met bijbehorende grond omschreven als "winkelhuis, met afzonderlijken toegang naar de zalen, (...) waarin sedert een aantal jaren Baketbakkerij, Kokerij, en geheel ingericht tot het geven van Diners, Bals, enz., (...) groot 10 aren 19 centiaren, met uitgang in een gemeene Poort, bevattende: Winkel, klein Salon, Kantoor, ruimen, drogen Kelder met Wijnhokken, fraaie marmeren, gestukadoorde Gang, open Trap, Keuken, Bakkerij, Bergplaats, twee Receptiezalen met Buffetten en fraai gebeeldhouwden Schoorsteen, Officekamers, zeer ruime Danszaal met geschilderd Plafond, Veranda, Orkest en twee Kleedkamers, grooten, wel aangelegden Tuin met Poort, uitkomende aan de Breestraat; voorts, op de 1ste en 2de Etages: twee groote en twee kleinere Voorkamers, Binnenkamer, groot Portaal, vijf Slaapkamers, Bad- en Linnenkamer, twee Provisiekamers, Bergplaats en voorts grooten Zolder met Dienstbodekamer."

### 20ste eeuw

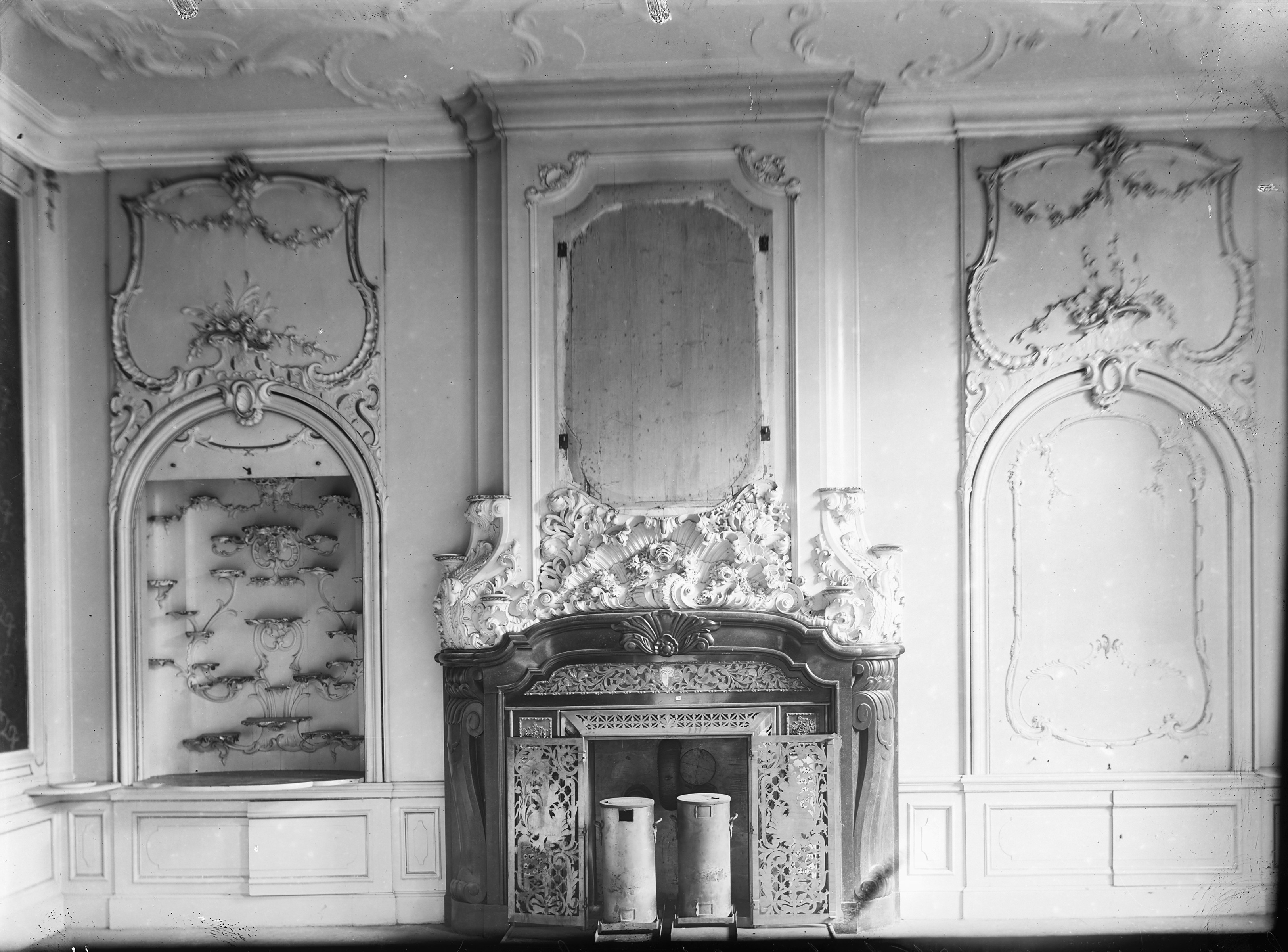
Interieur Maison Wijtenburg

Maison Wijtenburg blijft bestaan tot 1903. In dat jaar wordt eerst het huis zelf geveild (vraagprijs 15.000 gulden), en vervolgens ook de volledige inventaris, bestaande uit onder meer zilver servies, glaswerk, spiegels en meubelen. Het achterste deel van het huis, dat nu niet meer bij Steenschuur 7 hoort, wordt gekocht door de plaatselijke Christelijk Gereformeerde gemeente, die net was opgericht. Vanaf 2 oktober 1904 belegde men kerkdiensten in het voormalige Maison Wijtenburg, dat herschapen was "in een eenvoudig doch zeer doelmatig ingericht kerkje". De kerk was vanaf de Breestraat (Boomgaardsteeg) te bereiken. In 1905 werd de kerk vergroot, en in 1927 vernieuwd en uitgebreid. Toen werd het kerkgebouw ook samengevoegd met Steenschuur 9, dat geheel gerenoveerd was en een nieuwe gevel gekregen had.
In 1937 wordt er op Steenschuur 7a een winkel op het gebied van woninginrichting gevestigd.
In 1968 werd het aangewezen als rijksmonument. In de jaren ’70 was het pand een pension voor Marokkaanse gastarbeiders. In januari 1970 woonden er veertig gastarbeiders. Het pension werd in 1974 gesloten.
In 1991 figureerde het pand in de speelfilm Schavot van Alex Bordewijk.